# 東金沢駅
東金沢駅（ひがしかなざわえき）は、石川県金沢市三池町にある、IRいしかわ鉄道IRいしかわ鉄道線の駅である。
2015年3月14日の北陸新幹線開業による経営移管までは、西日本旅客鉄道（JR西日本）北陸本線の駅であった。
IRいしかわ鉄道線の列車のほか、津幡駅から同線に乗り入れるJR西日本七尾線の列車も停車する。
営業キロ上では 日本貨物鉄道（JR貨物）の金沢貨物ターミナル駅と同一となっており、同駅の開業後は場内・出発信号機を共用している。

## 歴史

### 年表
- 1925年（大正14年）8月1日：国有鉄道北陸本線の金沢駅 - 森本駅間に小坂信号場として開設[4]。
- 1933年（昭和8年）8月1日：駅に昇格、東金沢駅（一般駅）として開業（現在の金沢市小坂町）[1][4]。
- 1974年（昭和49年）10月1日：貨物の取扱を廃止（旅客駅となる）[4]。
- 1985年（昭和60年）3月14日：荷物の取扱を廃止[4]。
- 1987年（昭和62年）4月1日：国鉄分割民営化に伴い、西日本旅客鉄道（JR西日本）の駅となる[4]。
- 1992年（平成4年）11月：みどりの窓口営業開始。
- 2002年（平成14年）10月21日：北陸新幹線建設のため、駅舎を200メートル北側に移転[5]、橋上駅舎に改築[6][7][8]。
- 2003年（平成15年）6月12日：日本貨物鉄道（JR貨物）の金沢駅を移設する形で、金沢貨物ターミナル駅が開業[9]。
- 2015年（平成27年）3月14日：北陸新幹線開業と並行在来線経営分離に伴い、IRいしかわ鉄道の駅となる[10][11][12]。
- 2017年（平成29年）4月15日：ICカード「ICOCA」の利用が可能になる[13][14][15][16]。
- 2024年（令和6年）
  - 3月15日：みどりの窓口の営業を終了[3]。
  - 3月16日：終日無人化[3]。

### 備考
- かつては北陸鉄道金沢市内線の東金沢駅前停留場が近隣にあったが、1966年（昭和41年）3月1日に鳴和停留場 - 同停留場間が廃止されたため、鉄道の接続路線は現存しない。
- 1989年（平成元年）3月11日から1991年（平成3年）3月15日は金沢行きの寝台特急北陸を用いたチェックアウトサービスを当駅で行っていた。詳細は北陸 (列車)#チェックアウトサービスを参照。

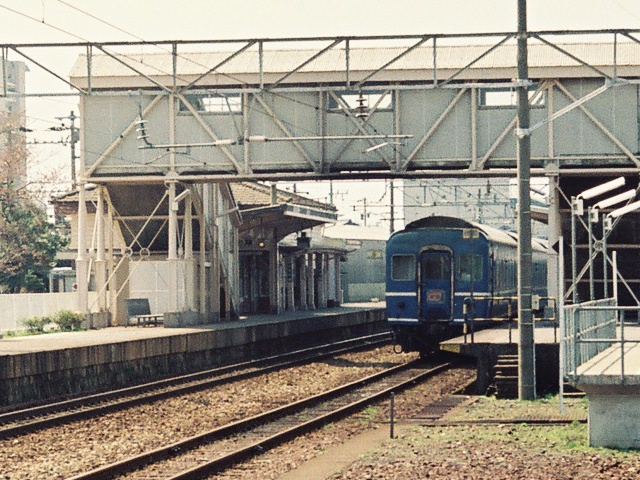
移転前の駅構内。寝台特急「北陸」がチェックアウトサービスのため2番線に停車中（1990年3月）

## 駅構造
本線上に1面2線の島式ホームを有する地上駅で、橋上駅舎を持つ。無人駅。2024年3月15日まではJR西日本金沢メンテックが業務を受託する業務委託駅で、みどりの窓口が設置されていた。JR北陸本線時代は金沢駅の被管理駅であった。現在の駅は貨物線の一部を利用している。
現在地に移転する前は、跨線橋・地上駅舎を持つ2面3線の駅であった。また、旧駅舎は開業した1933年に竣工した木造駅舎が移転まで使用された。

### のりば
| のりば | 路線              | 方向 | 行先           |
| ------ | ----------------- | ---- | -------------- |
| 1      | ■IRいしかわ鉄道線 | 上り | 金沢・福井方面 |
| 2      | ■IRいしかわ鉄道線 | 下り | 高岡・富山方面 |
| 2      | ■JR七尾線直通     | -    | 羽咋・七尾方面 |

- 列車接近掲示器から流れるメロディーは2024年2月29日より、金沢ゴーゴーカレースタジアムが周辺に開業したことを契機に、ツエーゲン金沢と連携して1番のりば・2番のりばともに公式応援歌「ツエーゲンのテーマ」が用いられている[19]。それ以前はアニーローリー」（従来は旧音源タイプであったが、2017年時点は新音源タイプに変更している）が用いられていた。

## 利用状況
2019年（令和元年）度の1日平均乗車人員は3,167人である。
「石川県統計書」と「金沢市統計書」によると、近年の1日平均乗車人員の推移は以下の通りである。
| 年度   | 1日平均 乗車人員 |
| ------ | ---------------- |
| 1996年 | 1,400            |
| 1997年 | 1,413            |
| 1998年 | 1,471            |
| 1999年 | 1,455            |
| 2000年 | 1,417            |
| 2001年 | 1,424            |
| 2002年 | 1,464            |
| 2003年 | 1,528            |
| 2004年 | 1,556            |
| 2005年 | 1,596            |
| 2006年 | 1,619            |
| 2007年 | 1,680            |
| 2008年 | 1,795            |
| 2009年 | 1,848            |
| 2010年 | 2,032            |
| 2011年 | 2,199            |
| 2012年 | 2,366            |
| 2013年 | 2,570            |
| 2014年 | 2,297            |
| 2015年 | 2,812            |
| 2016年 | 2,853            |
| 2017年 | 2,938            |
| 2018年 | 3,030            |
| 2019年 | 3,167            |

備考
1. ↑  2014年度は2015年3月13日までの計347日間を集計したデータ。

## 駅周辺
駅周辺では、宅地や商業施設の開発が進んでいる。また、西口にはパークアンドライド用の駐車場が整備されている（平日は有料で申込制、休日は無料）。
- 金沢城北市民運動公園
  - 金沢市民野球場
  - 金沢スタジアム（金沢ゴーゴーカレースタジアム）
- 金沢市営東金沢テニスコート
- 金沢市消防局駅西消防署小坂出張所
- 石川県立武道館
- 金沢市営城北市民体育館
- ハローワーク金沢
- 金沢市立玉川図書館城北分館
- 金沢貨物ターミナル駅[2]
- 金沢総合車両所運用検修センター[2]
- 星稜中学校・高等学校
- 石川県立金沢桜丘高等学校
- バローゆいの里店
- 和おんの湯

## バス路線
東口に東金沢駅バス停があり、北鉄金沢バスの石引線、元町有松線、東金沢金大線と西日本JRバス東長江線が乗り入れている。

## 隣の駅
IRいしかわ鉄道
■IRいしかわ鉄道線・■JR七尾線（JR七尾線は金沢駅 - 津幡駅間IRいしかわ鉄道線）
金沢駅 - 東金沢駅（金沢貨物ターミナル駅） - 森本駅